# TOKYOインフォメーション
TOKYOインフォメーション（とうきょうインフォメーション）は、TOKYO MXで1999年4月から毎週月曜日 - 金曜日に放送されている東京都提供の広報番組である。『おはリナ!』に内包する形で放送している。
2014年4月から、タイトルロゴの表記が「東京インフォメーション」に改められている。
本項では2020年4月20日から同年9月30日まで放送した『東京インフォメーションイブニング』についても述べる。

## 概要
この番組（コーナー）では東京都の都政情報、都からの広報などを5分にまとめて伝える。
1999年4月以前まで当時のMXテレビで放送されていた「東京NEWS」というニュース番組に「スクエア1200」という東京都提供の10分ほどのコーナーがあり、そのコーナー内終盤で「TOKYOインフォメーション」という名称でCMのように都政情報や広報が放送されていた企画がこの番組の前身となる。なお「スクエア1200」というコーナー自体の大半の時間を占めるメイン企画は都政色の薄いものが多かった。
1999年4月の改編で「東京NEWS」が終了したことで「スクエア1200」も消滅し、代わって「白沢みきのモーニングTOKYO」（2003年3月終了）内包にて「TOKYOインフォメーション」が単独のコーナー番組としてスタートする事となった。
「白沢みきのモーニングTOKYO」内包時代から毎朝7時台・11時台の「おしゃれ」・21時台のニュース、日曜日の夕方には一週間の動きを伝える『 - WEEKEND』も放送されていた。
『U LA LA ナナパチ』時代まではTOKYO MXのスタジオにあるマルチスクリーンをバックに行われていたが、『チェックタイム』では同じ半蔵門のTOKYO MX第1スタジオから行われるようになった。ただし『チェックタイム』が放送休止時に限り、マルチスクリーンをバックに行われていた。同番組終了で、朝の『TOKYO MX NEWS』に内包されている間は、合成による背景をバックに行われていたが、2014年の『モーニングCROSS』開始とともにマルチスクリーンをバックに行う形に戻り、情報カメラ映像をバックにした形態を経て、2016年度時点では『モーニングCROSS』のセットのメインキャスター席の隣で進行する形態となっていた。
2014年4月の『モーニングCROSS』開始時点のタイトルロゴは、紺色で「東京」、紫色で「インフォメーション」と表記し、その間に東京スカイツリーのシルエット、さらにロゴの左端に東京タワーのシルエットが入っている。
2021年4月以降は『堀潤モーニングFLAG』に内包されている形となったが、放送時間は7時15分開始と固定されていることから、正確には提供の異なる別番組である（いわゆるサンドイッチという形式）。
また、この番組単体のCMも放送されている。
2020年4月20日から9月30日まで同番組の夕方版『東京インフォメーションイブニング』を放送した。主に新型コロナウイルス感染症に関する最新情報、東京都の取組、相談窓口の紹介や施設・イベントの休止情報、予防対策などのQ&Aなどを伝えた。出演者は朝版と同様、平川彩佳（月・火曜）・久保井朝美（水〜金曜）が担当した。
2025年4月からは放送時間帯を夕方に移し、『堀潤 Live Junction』に内包する。18:51からとなり、放送曜日も水曜日と金曜日に縮小する。

## 番組の流れ

### 東京インフォメーション
1. CGによるオープニング映像とテーマ音楽が流れ、「東京インフォメーション」のタイトルを表示。
2. 担当キャスターが「おはようございます。○月○日○曜日の東京インフォメーションです。」と挨拶。
3. 画面に文字によるヘッドライン4項目が表示され「広報 東京都[4]」などから都政の最新情報・広報を紹介する。
4. 担当キャスターが番組の公式サイトの告知を行った後、「以上、東京インフォメーションでした。」と挨拶して終了。この時、公式サイトのアドレスの字幕の横に「東京都」のロゴが表示される。

### 東京インフォメーションイブニング
1. 朝版と同じく、CGによるオープニング映像とテーマ音楽が流れ、タイトルが表示。
2. 担当キャスターが「『東京インフォメーションイブニング』です。ここからは新型コロナウイルス感染症に関する東京都の取組などをお伝えします。」と挨拶。
3. 新型コロナウイルス感染症に関する最新情報を2項目伝える。
4. 担当キャスターが「ここまで『東京インフォメーションイブニング』でした。」と述べた後、東京都公式動画チャンネル「東京動画」や東京都の公式YouTubeチャンネルで配信する「東京都 新型コロナウイルス感染症 最新情報」などの告知をして終了。

## 内包先の番組・放送時間の変遷

### TOKYOインフォメーション→東京インフォメーション
原則として、平日のワイド番組内にて放送。
- 1999年4月 - 2003年3月：『白沢みきのモーニングTOKYO』／7:10 - 7:15[5][6]
- 2003年4月 - 2009年3月：『TOKYOモーニングサプリ』／7:15 - 7:20[6]
祝日休止時：通常と同様。2005 - 2008年度[7]に適用されていた。
- 2009年4月 - 2011年9月：『U・LA・LA@7』／7:15 - 7:22
祝日休止時：7:15 - 7:20。2009年度[7]および、2010年11月3日・2011年3月21日・4月29日に適用された。
- 2011年10月 - 2012年3月：『U LA LA ナナパチ』／7:15 - 7:20
年末：7:15 - 7:20。2011年12月26日 - 12月28日に単独番組として放送された。
- 2012年4月 - 2013年3月：『チェックタイム』／7:15 - 7:21
年末年始：（ULALAナナパチに時間同じ）2012年12月27日・12月28日、2013年1月4日に単独番組として放送された。
- 2013年4月 - 2014年3月：『TOKYO MX NEWS（朝刊版）』／7:15 - 7:20
- 2014年4月 - 2021年3月：『モーニングCROSS』／7:15 - 7:20
- 2021年4月 - 2024年9月：『堀潤モーニングFLAG』／7:15 - 7:20
- 2024年9月 - 2025年3月：『おはリナ!』／7:15 - 7:20
- 2025年4月 - ：『堀潤 Live Junction』／水・金18:51 - [3]

### 東京インフォメーションイブニング
- 2020年4月20日 - 9月30日：18:25 - 18:30[1]
祝日：18:15 - 18:20

## 祝日の対応
2005年度から2009年度まで、祝日は原則として本番組（コーナー）を内包しているワイド番組本体が休止だったことから、この番組（コーナー）のみ独立した5分番組として放送し、担当キャスターのみで進行していた。

## 担当キャスター
現在
- 中川栞

過去
- 金原小織（元南海放送・2000年代中期に出演）
- 落合こず恵（元青森放送・『TOKYOモーニングサプリ』時代に出演）
- 松岡みゆき（元富山テレビ放送）
- 藤田理恵（元山口朝日放送）
- 蒼井里紗（元青森テレビ。 - 2010年9月、水 - 金曜日）
- 尾崎朋美（元秋田放送。2010年10月 - 2013年9月、月・火曜日）
- 半田あい（ - 2013年9月、月・火曜日→水 - 金曜日）
- 安田真理（元石川テレビ。2013年10月 - 2016年9月、月 - 水曜日）
- 榎本麗美（元西日本放送。2013年10月 - 2016年9月、木・金曜日）
- 村山千代（元新潟総合テレビ。2016年10月 - 2019年3月、月 - 水曜日）
- 槙あやな（2016年10月 - 2019年3月、水 - 金曜日）
- 平川彩佳（元山陰放送。2019年4月 - 2021年3月、月・火曜日）
- 久保井朝美（ウェザーマップ所属の気象予報士、2019年4月 - 2022年3月、水〜金曜日）
- 中村美公（ウェザーマップ所属の気象予報士、2021年4月 - 2022年3月、月・火曜日）
- 杉浦みずき（セント・フォース、2022年4月 - 2025年3月、月・火曜日）
- 白戸ゆめの（ホリプロ、2022年4月 - 2025年3月、水～金曜日）

ほか

## 備考
- 2011年9月まで、開始および終了時は、内包先番組のアシスタント（『U・LA・LA@7』では「学生アナウンサー」）と一緒に進行し、冒頭でアシスタントが「TOKYOインフォメーションは○○さんです。」と、担当キャスターを紹介して始まっていた。
- 『U・LA・LA@7』時代は、すべての情報紹介の後、キャスターが「以上、TOKYOインフォメーションをお伝えしました。」で締め、さらに学生アナウンサーが「TOKYOインフォメーションは○○さんでした。続いてお天気をお伝えします。」とコメントし、天気情報→「芸能う・ら・ら」の告知→CMの順に進行していた。
- 『ULALAナナパチ』時代は冒頭から担当キャスターのみで進行し「TOKYOインフォメーションをお伝えします。」で始まっていた。また終了時はキャスターが「以上、TOKYOインフォメーションをお伝えいたしました。お知らせの後は、ニュースをお伝えいたします。」で締めていた。
- 『チェックタイム』放送時は冒頭、番組MCが「TOKYOインフォメーションは○○さんです。」と振り、キャスターが「はい、お伝えします。」と挨拶する形式だった。
- 朝の『TOKYO MX NEWS』時代は村上幸司キャスターが「お知らせの後はTOKYOインフォメーションです。今日は○○さんに伝えていただきます」とコメントし、CMを挟んで開始していた。
- 『モーニングCROSS』初期は番組MCからの前振りコメントは一切行われていなかった（脊山麻里子による「以上、気象情報と鉄道情報をお伝えしました」の一言のみでそのままCMに入り、本コーナーへと繋がる形式。もしくは本コーナーの後に行われるコーナーの告知）。
- 2015年4月以降は女性MCが担当キャスターを紹介し、CMを挟んで開始する形式になっている。
- 『モーニングCROSS』開始当時はコーナー終了後CMを挟んで本編に戻っていたが、2016年4月以降は担当キャスターが締めの挨拶をすると『モーニングCROSS』MCとの映像に切り替わり、MCとキャスターが短いトーク（主に本コーナーで取り上げた話題に関するもの）を展開した後に次のコーナーへ入る形になっている。
- 2022年途中より、当番組終了後、『堀潤モーニングFLAG』のMCがその日の広報内容にコメントし、キャスターが受け答えする形となっている。他の出演者が議論に加わることもある。
- 2022年9月に東京都手話言語条例が施行されたことを受けて、同年10月3日放送分から手話通訳[8]付きの放送を開始した[9]。